# 蔣凡可·蘭奇
蔣凡可·蘭奇（義大利語：Gianfranco Lanci，1954年—2023年1月31日），義大利專業經理人，出生於米蘭，曾在德州儀器任職，之後擔任宏碁集團總經理暨執行長，為該集團首位外籍執行長。在其任內，使宏碁成為世界性知名品牌，筆記型電腦銷售曾經位居世界第一。離開宏碁後，加入聯想集團，擔任集團總裁及首席运营官，在其任內，使聯想的電腦銷售達到全球第二。

## 生平
蘭奇畢業於都灵理工大学土木工程系。1981年，27歲時加入美商德州儀器義大利分公司，1989年，35歲時成為業務行銷主管。1995年，41歲時成為南歐、中東、南非地區總經理。1997年，宏碁併購德州儀器筆記型電腦部門，43歲的蘭奇加入宏碁，成為在意大利地區的總負責人。2000年，擔任宏碁歐洲區總經理。
2004年9月1日，創辦人施振榮宣布，蘭奇自2005年起擔任宏碁全球總經理。2005年，王振堂接任董事長，與蘭奇形成雙元體制。在他任內，宏碁的每年總營收由50億元擴張到6300億元，成長五倍之多。2006年，宏碁成為EMEA（歐洲、中東和非洲）市場的筆記型電腦市佔率冠軍。2010年，筆記型電腦在全球的市佔率提昇到世界第二，並曾短暫超越惠普，成為單季世界第一。在此時，蘭奇主張投入更多資源到智慧型手機與平板電腦，但董事長王振堂反對，兩人產生歧見。
2011年3月31日，宏碁召開臨時董事會，王振堂在會中宣佈解除蘭奇的執行長職位，由自己兼任，人事命令於4月1日生效。引發外資疑慮，宏碁股價連續下跌。根據合約，宏碁支付蘭奇新台幣12.84億元離職金，創下個人電腦界高階主管離職金的記錄，但宏碁也要求蘭奇遵守為期一年的競業禁止條款。4月20日，王振堂宣布請辭，翁建仁接任宏碁全球總裁。宏碁對外宣稱，經清查，蘭奇為了衝高出貨量，造成歐洲區庫存水位過高，一次認列一億五千萬美金的庫存費用；蘭奇否認此報導。9月17日，聯想集團宣布聘用蘭奇為顧問。2012年4月，在蘭奇的競業禁止條款到期後，聯想宣布由蘭奇主管EMEA（歐洲、中東和非洲）業務。
2012年第4季，聯想集團在泛歐地區電腦銷售量超越宏碁，成為第二名，僅次於惠普。2012年全年全球電腦銷售量，聯想集團也成為全球第二名，第一名為惠普。
2015年4月1日，蘭奇接任聯想總裁及首席營運長。2016年主管掌管個人電腦與智慧設備集團。
2021年9月，蘭奇自聯想退休，返回故鄉義大利擔任Dosio & Coppo酒莊集團老闆。
2023年1月31日，蘭奇因脊椎手術引發併發症過世，享壽69歲。

## 訴訟事件
2012年2月7日，宏碁集團向米蘭法院提出訴訟，認為蘭奇違反非競業協議，在未滿一年期間內就至聯想電腦就職，要求賠償，聯想集團則認為他們在法律上是沒有問題的。2月24日，宏碁集團在法國法院提出訴訟，指控蘭奇現任妻子Giuditta成立的公關公司，在2011年的一個大型活動中，蓄意收費過高。蘭奇否認這項指控與他有關，認為與公關公司之間為純粹商業往來。

## 外部連結
- 蘭奇專訪 （页面存档备份，存于）